# سعیدآباد (حومه)
سعیدآباد روستایی در دهستان حومه بخش مرکزی شهرستان میرجاوه استان سیستان و بلوچستان ایران است. بر پایه سرشماری عمومی نفوس و مسکن در سال ۱۳۹۰ جمعیت این روستا ۱۰۸ نفر (در ۴۰ خانوار) بوده است.